# Capitulaciones de Tezulutlán
Las Capitulaciones de Tezulutlán fueron los acuerdos firmados el 2 de mayo de 1537 por fray Bartolomé de las Casas y Alonso de Maldonado para conquistar de forma pacífica los territorios de Tezulutlán (conformados por lo que después sería Alta Verapaz, Guatemala) y la Selva Lacandona (Chiapas, México), comprendidos entre la Capitanía General de Guatemala y el Virreinato de Nueva España.

## Antecedentes
Entre 1530 y 1531 el capitán Alonso de Ávila accidentalmente en su ruta de Ciudad Real hacia Acalán descubrió la laguna y peñol de Lacam-Tún. Los habitantes de esta zona que comerciaban con los pueblos previamente conquistados por los españoles evitaron un enfrentamiento directo utilizando la selva como refugio. Fueron varios los intentos por conquistar a los lacandones, desde Nueva España lo intentó Juan Enríquez de Guzmán, desde la Península de Yucatán lo intentó Francisco de Montejo, desde Guatemala Pedro de Alvarado con el capitán Francisco Gil Zapata y desde Chiapa Pedro Solórzano.
Mopanes, tzeltales y choles fueron reubicados paulatinamente en pueblos de paz donde fueron evangelizados. Los lacandones que originalmente habían evitado la confrontación abierta, cambiaron de actitud y comenzaron el asalto de las localidades cercanas a la selva. Por otra parte, en Tezlulután los achíes resistían las acciones de conquista, de tal forma que estos territorios fueron referidos como "Tierra de Guerra", y fueron el objetivo militar de los conquistadores españoles.

## Las capitulaciones
Fray Bartolomé de las Casas, O.P. realizó negociaciones con el oidor de la Segunda Real Audiencia de México, licenciado Alonso de Maldonado — quien se encontraba reemplazando al adelantado Pedro de Alvarado — para conquistar pacíficamente los territorios insumisos por medio de los métodos de reducción y evangelización, los cuales serían llevados a cabo por los misioneros de la Orden de Predicadores.
El acuerdo fue firmado el 2 de mayo de 1537, la «Tierra de Guerra» solo podría ser sometida por medios pacíficos y sus habitantes tendrían que acceder voluntariamente para convertirse en vasallos de la Corona española. Los indígenas no serían entregados por ningún motivo al sistema de encomiendas. Durante los primeros cinco años, tampoco sería permitida la entrada a ningún español so pena de grandes sanciones, a excepción del propio gobernador quien además sería acompañado por los frailes.

## Desarrollo de la reducción y pacificación
El compromiso escrito fue ratificado el 6 de julio de 1539 por el Virrey de México Don Antonio de Mendoza, que los nativos de Tezulutlán, cuando fueran conquistados, no serían dados en encomienda sino que serían vasallos de la Corona. Las Casas, junto con otros frailes como Pedro de Angulo y Rodrigo de Ladrada, buscaron y envían a cuatro indígenas comerciantes con coplas cristianas donde se explicaban cuestiones básicas del Evangelio traducidas en k'iche' que llegan hasta Sacapulas, y el "cacique local" (en realidad el co-rey Tepepul 8 Kawoq de la confederación k'iche' refugiado en Sacapulas) demuestra gran interés y quiere conocer más, por lo que se convierte al cristianismo, se bautiza con el nombre de Juan y divulga la nueva fe a sus anfitriones, los señores de Sacapulas. Posteriormente, en diciembre de 1537, Las Casas y fray Pedro de Angulo deciden viajar a Sacapulas, porque se habían enterado de que el hermano de este don Juan/Tepepul 8 Kawoq contraería matrimonio con una hija del ajpop Matactani O'Batz (cacique de Chamelco, el posterior Juan Matalbatz), puesto que sería una excelente oportunidad para los dominicos de entrar en contacto con los señores de la "Tierra de Guerra" (que consistía en las regiones de "Tezulutlán" -Cobán y Franja Transversal-, Tecolotlán -Franja del río Polochic- y Tequicistlán -Baja Verapaz-). 
Las Casas, fray Luis de Cáncer, fray Rodrigo de Ladrada y fray Pedro de Angulo, O.P. tomaron parte en el proyecto de reducción y pacificación. Pero fue Luis de Cáncer el que fue recibido por los caciques de Sacapulas logrando realizar los primeros bautizos de los habitantes. El cacique "Don Juan de Sacapulas"/Tepepul 8 Kawoq, fue quien ya había tomado la iniciativa de casar a uno de sus hermanos con una hija del ajpop Matactani O'Batz/Juan Matalbatz antes de que llegaran los frailes.
Las Casas y Angulo fundaron el pueblo de Rabinal, siendo Cobán la cabecera de la doctrina. Tras dos años de esfuerzo el sistema de reducción comenzó a tener un éxito relativo, pues los indígenas se trasladaron a terrenos más accesibles y se fundaron localidades al modo español. El nombre de «Tierra de Guerra» fue sustituido por el de «Vera Paz» (verdadera paz), denominación que se hizo oficial en 1547.

## Violación de las capitulaciones
El éxito relativo y el entusiasmo de los dominicos fue prematuro. En 1539 Alonso de Maldonado bajo presión de los colonos españoles o motivado por obtener un beneficio personal inició una campaña en Tezulutlán y distribuyó a los indígenas bajo el régimen de encomiendas. Esta flagrante violación a las capitulaciones fue protestada por Las Casas quién decidió viajar a la península ibérica para denunciar los hechos ante el rey Carlos I de España.
El 9 de enero de 1540 se emitió una real cédula la cual ratificaba las Capitulaciones de Tezulutlán y concedía a la orden de Santo Domingo la protección del territorio de Verapaz. El 17 de octubre del mismo año, el cardenal García de Loaysa quien era presidente del Consejo de Indias ordenó a la Audiencia y Cancillería de México cumplir las mismas disposiciones. El 21 de enero de 1541 en la iglesia de Sevilla ante escribano y pregonero se publicó la real ratificación de las Capitulaciones de Tezulutlán.
Por otra parte, desde 1539 el papa Paulo III ya había autorizado la creación de la sede episcopal de Ciudad Real, la cual incluía Chiapas, el Soconusco, la Vera Paz (incluida la Selva Lacandona), Tabasco y la todavía no conquistada Península de Yucatán. Pero no fue sino hasta 1544 que Las Casas fue consagrado obispo, pues este había realizado gestiones para la emisión de las Leyes Nuevas las cuales intentó hacer valer en su diócesis, pero éstas fueron abiertamente rechazadas por los encomenderos, por tal motivo, Las Casas tuvo que lidiar contra la oposición de sus feligreses.
En 1545 el obispo de Guatemala Francisco Marroquín realizó una visita a Tuzulutlán y se entrevistó con los padres dominicos. De regreso en la ciudad de Gracias a Dios sede de la Audiencia de los Confines se reunió con el recién nombrado obispo Las Casas y con el obispo de Nicaragua Antonio de Valdivieso. El objetivo de Las Casas era transmitir su interés para el acatamiento de las Leyes Nuevas. Pero hubo grandes desavenencias entre Las Casas y Marroquín, el primero acusó al segundo de tener indios esclavos y de repartimiento así como predicar "dañosa doctrina". Marroquín por su parte lo acusó de traspasar los límites de su jurisdicción. 
El fin de ambos religiosos era el mismo, pero con diferencia de métodos. El conflicto prosiguió en la Ciudad de México y se concluyó favorecer la libertad de los indios, conclusión que fue publicada como letra muerta, pues nunca se pusieron en práctica las intenciones de los religiosos. La pacificación de la Selva Lacandona no se concluyó y fue el refugio preferido por los mayas rebeldes durante siglos.